# ۱۲۷ (عدد)
۱۲۷ به حروف صد و بیست و هفت یک عدد طبیعی است که بعد از ۱۲۶ و قبل از ۱۲۸ قرار دارد. 

## ریاضیات
- ۱۲۷ یک عدد اول مرسن می‌باشد و برابر {\displaystyle 2^{7}-1} است.
- این عدد بر مبنای دو با ۱۱۱۱۱۱۱ برابر است.

## کاربردهای دیگر
- سال ۱۲۷ خورشیدی
- گروه ۱۲۷، یک گروه موسیقی ایرانی